# Али Терме
Али Терме (итал. Alì Terme) је насеље у Италији у округу Месина, региону Сицилија.
Према процени из 2011. у насељу је живело 2440 становника. Насеље се налази на надморској висини од 19 м.

## Становништво
Према резултатима пописа становништва 2011. у општини је живело 2.567 становника.
| 1931. | 1936. | 1951. | 1961. | 1971. | 1981. | 1991. | 2001. | 2011. |
| ----- | ----- | ----- | ----- | ----- | ----- | ----- | ----- | ----- |
| 2.204 | 2.231 | 2.230 | 2.309 | 2.291 | 2.276 | 2.425 | 2.569 | 2.567 |